# Bulgaren in Servië
Met Bulgaren in Servië (Servisch: Бугари у Србији; Bulgaars: Българи в Сърбия) worden in Servië wonende etnische Bulgaren, of Serviërs van Bulgaarse afkomst aangeduid.

## Aantal
Volgens de volkstelling van 2011 waren er 18.543 etnische Bulgaren in Servië. Ze wonen voornamelijk in twee gemeenten langs de Servisch-Bulgaarse grens. In Bosilegrad waren er 5.839  etnische Bulgaren, oftewel 71,9% van de bevolking. In Dimitrovgrad (Tsaribrod) waren er 5.413 etnische Bulgaren, oftewel 53,5% van de bevolking. De rest van de Bulgaren woonden verspreid over Servië, vooral in Belgrado (1.188 personen), Surdulica (734), Babušnica (632), Vranje (558), Pirot (549) en Pančevo (501). In Vojvodina wonen Bulgaren vooral in Ivanovo
| Jaar | Bulgaren | Bulgaren | Bulgaarssprekenden | Bulgaarssprekenden |
| Jaar | Aantal   | %        | Aantal             | %                  |
| ---- | -------- | -------- | ------------------ | ------------------ |
| 1948 | 59.472   | 1,02     | -                  | -                  |
| 1953 | 60.146   | 0,97     | 59.166             | 0,96               |
| 1961 | 58.494   | 0,87     | -                  | -                  |
| 1971 | 53.800   | 0,74     | 49.942             | 0,69               |
| 1981 | 33.455   | 0,43     | 35.269             | 0,46               |
| 1991 | 26.698   | 0,34     | 25.408             | 0,32               |
| 2002 | 20.497   | 0,27     | 16.459             | 0,22               |
| 2011 | 18.543   | 0,26     | 13.337             | 0,19               |

Sinds het einde van de Tweede Wereldoorlog is het aantal Bulgaren in Servië met bijna 70% afgenomen: van ongeveer 60 duizend personen in 1950 tot 18,5 duizend personen in 2011. De reden voor de daling van de etnische Bulgaren is het gevolg van decennialange culturele assimilatie met de evenals Slavische Serviërs. In 2011 waren de Bulgaren in Servië sterk vergrijsd en de gemiddelde leeftijd was 50,87 jaar (50,35 jaar onder mannen en 51,48 jaar onder vrouwen). Ruim 30% van de gemeenschap bestond uit 65-plussers.

### Religie
In 2011 was 96% van de Bulgaren in Servië christelijk, vooral lid van de Oosters-Orthodoxe Kerk (91%) en het katholicisme (4%). De rest van de Bulgaren heeft geen religie gespecificeerd of heeft geen religieuze overtuiging.